# Antonio Cecchi (esploratore)
Antonio Cecchi (Pesaro, 29 gennaio 1849 – Lafolè, 26 novembre 1896) è stato un esploratore italiano.

## Biografia
Cecchi fu un capitano della Regia Marina italiana e partecipò assieme a Sebastiano Martini Bernardi alla spedizione di soccorso all'esploratore Orazio Antinori, bloccato nella regione dello Scioa in Etiopia. In seguito con Giovanni Chiarini arrivò nel regno del Limu incontrando gravi difficoltà dovute all'asperità dei luoghi ed all'ostilità di vari capi locali. Nel febbraio 1879 furono costretti ad arrestarsi presso la residenza della regina di Ghera che, credendoli agenti del re dello Scioa Sahle Mariam (poi divenuto imperatore d'Etiopia con il nome di Menelik II), li fece imprigionare. Liberato grazie all'interessamento dell'esploratore Gustavo Bianchi, ritornò alla Scioa, dove a Let-Marefià lo attendeva Orazio Antinori.

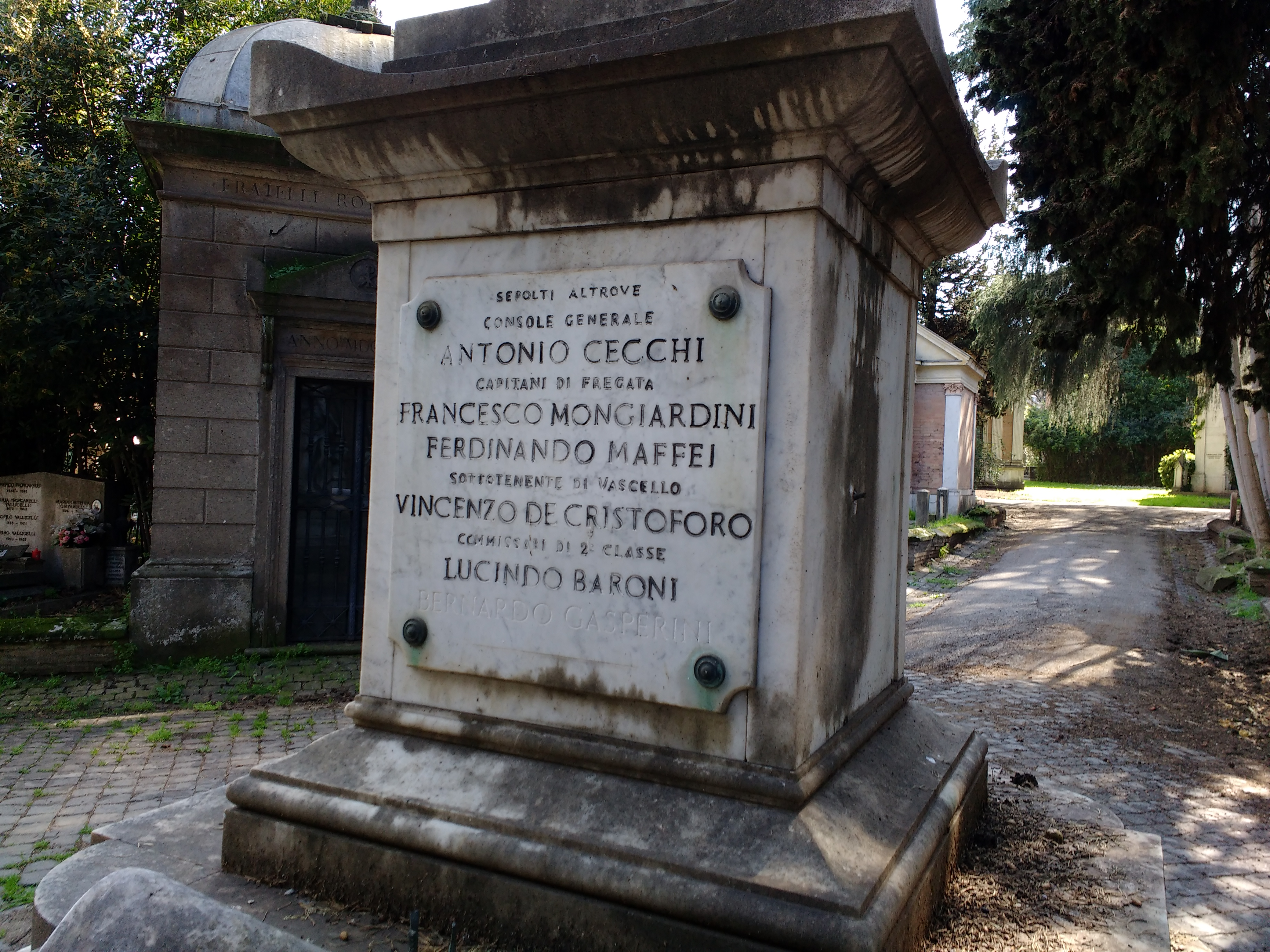
Memoriale ai caduti di Lafolè presso il Cimitero del Verano, a Roma

Nel 1885 fece parte della spedizione militare italiana a Massaua, sotto la guida dal colonnello Tancredi Saletta.
Trattò con il sultano di Zanzibar per la cessione del Benadir e fu nominato console italiano prima ad Aden, poi a Zanzibar.
Il 26 novembre 1896 a Lafolé, in un viaggio verso le zone interne della Somalia, fu trucidato assieme ai comandanti Francesco Mongiardini e Ferdinando Maffei e ad altri quattordici marinai.

## Riconoscimenti
Ad Antonio Cecchi sono state dedicate diverse scuole. Un esempio lampante, dovuto soprattutto al luogo della sua nascita, è l'Istituto Agrario d'istruzione Superiore della città di Pesaro che ha sede a Villa Caprile, una villa risalente al 1640.
I Comuni di Pesaro, Vicenza, Fano, Padova, Rimini, Milano, Torino, Sassari, Genova e Reggio Emilia, Catania gli hanno dedicati una via.
Portava il suo nome un incrociatore ausiliario in servizio per la Regia Marina dal 1940.